# Вадуреле (Салаж)
Вадуреле (рум. Vădurele) насеље је у Румунији у округу Салаж у општини Напрадеа. Oпштина се налази на надморској висини од 243 m.

## Становништво
Према подацима из 2002. године у насељу је живело 251 становника, од којих су сви румунске националности.